# Volume IV – Hammered Again
Volume IV – Hammered Again ist das dritte Studioalbum der australischen Hard-/Stoner-Rock-Band Mammoth Mammoth. Es erschien am 27. März 2015 über Napalm Records.

## Entstehung und Hintergrund
Das Album wurde in der ersten Hälfte des Jahres 2014 geschrieben und entstand zum größten Teil in Jamsessions. Dabei schrieb die Band im Gegensatz zu den bisherigen Alben mehr Lieder, wobei auch zahlreiche Ideen verworfen wurden. Die Aufnahmen fanden in der Zeit vom 11. bis 23. Juli 2014 in den Toyland Studios in Melbourne aufgenommen. Produziert wurde das Album von Jason Fuller. Der Bassist der Band Blood Duster hatte bereits das Vorgängeralbum Vol. III – Hell’s Likely produziert.
Für das Lied Lookin’ Down the Barrel wurde ein Musikvideo gedreht. Die Aufnahmen fanden an einem Swimmingpool statt und stellen eine Hommage an den Gitarristen Chris Holmes von der Band W.A.S.P. dar. Holmes gab einst, mit einer Flasche Wodka in der Hand, ein Interview in einem Swimmingpool.

## Titelliste
| 1. Life’s a Bitch – 2:51 2. Lookin’ Down the Barrel – 5:15 3. Electric Sunshine – 4:56 4. Fuel Injected – 4:09 5. Black Dog – 4:31 | 1. Promised Land – 4:58 2. Reign Supreme – 2:44 3. Sick (of Being Sick) – 3:41 4. Hammered Again – 4:04 5. High as a Kite – 9:11 |

Die limitierte Edition enthält als Bonus noch das Lied Alcohol.

## Rezeption
Lothar Gerber vom deutschen Magazin Metal Hammer schrieb, dass Mammoth Mammoth „ihr eigenes, durchgedrehtes, vor Foster’s´ nur so triefendes Ding durchziehen“, so dass „niemand medikore AC/DC-Epigone aus Down Under benötigt“. Gerber bewertete das Album mit fünf von sieben Punkten. Für Markus Endres vom Onlinemagazin Metal.de „eignet sich das Album besonders zum Partyfeiern und Autofahren“. Da die neuen Songs „im Vergleich zum Vorgänger noch eine Spur eingängiger ausgefallen sind“ und dies „tatsächlich Spaß macht“ vergab er acht von zehn Punkten.